# Refused
Refused is een hardcorepunkband uit Umeå, Zweden. De band werd opgericht in 1992 door Dennis Lyxzén, David Sandström, Pär Hansson en Jonas Lidgren. De eerste demo, refused, werd hetzelfde jaar uitgebracht. Vervolgens brachten ze nog één demo, vijf ep's en drie albums uit voor ze in 1998 uit elkaar gingen. De laatste line-up bestond uit de leden Dennis Lyxzén, David Sandström, Kristofer Steen en Jon Brännström. Deze lineup bracht alles uit vanaf Song to Fan the Flames of Discontent (1996) tot en met het laatste album The Shape of Punk to Come (1998).  Op dit album waren de invloeden van de bands Nation of Ulysses, Born Against en de geschriften van Karl Marx en de Situationisten te horen. De band was op dat moment veganistisch en Straight Edge, iets waar ze erg om bekendstonden. De band was een pionier in de Umeå hardcorescene. Hetzelfde jaar ging de band uit elkaar als het resultaat van het opbrengen van al hun creatieve energie en omdat ze andere dingen wilden. Zanger Dennis Lyxzén ging verder met zijn nieuwe bands The (International) Noise Conspiracy en 93 Million Miles terwijl de rest van de band, naast het oprichten van eigen projecten, de band TEXT begon. Dennis Lyxzén en David Sandström kwamen in 2004 bij elkaar met andere vrienden om het album The Lost Patrol Band op te nemen, onder dezelfde bandnaam. In 2008 begonnen ze de band AC4.
Het album The Shape of Punk to Come wordt nog steeds gezien als een van de meest invloedrijke new-school hardcore albums aller tijden. Op 10 januari 2012 kondigde de band een reünie aan. Ze hebben dat jaar weer op een aantal festivals gespeeld, waaronder het Portugese Optimus Alive! en Lowlands.
Na wederom een kort hiaat kwam Refused in 2014 weer bij elkaar. Een jaar later volgde het album Freedom.

## Discografie

### Albums
- This Just Might Be the Truth  (1994)
- Songs to Fan the Flames of Discontent  (1996)
- The Shape of Punk to Come  (1998)
- Freedom (2015)
- War music (2019)

### Compilatiealbums
- The E.P Compilation  (1997)
- The Demo Compilation  (1997)

### Ep's/mcd's/demo's/singles
- Refused (demo) (1992)
- Operation Headfirst (demo) (1992)
- This Is the New Deal (1993)
- Pump the Brakes (1994)
- Everlasting EP (1995)
- Refused Loves Randy (1995)
- Rather Be Dead EP  (1996)
- The New Noise Theology EP (1998)

### Dvd's
- Refused Are Fucking Dead (2006)